# Олкария I
Олкария I (англ. Olkaria I) — крупная действующая геотермальная электростанция в Кении. Мощность — 185 МВт.

## Местонахождение
Электростанция Олкария I расположена в районе Олкария, в округе Накуру, в национальном парке «Ворота Ада», рядом со своими сестринскими электростанциями, Олкарией II и Олкарией III. Это место расположено примерно в 43 километрах к юго-западу от Найваши, ближайшего крупного города, и в 122 километрах к северо-западу от Найроби, столицы Кении и самого крупного город в этой стране.

## Обзор
Электростанция является одной из шести геотермальных электростанций, которые в настоящее время либо функционируют, либо строятся, либо планируются к строительству в районе Олкария в округе Накуру, Кения. Олкария I, Олкария II, Олкария III и Олкария IV уже введены в эксплуатацию. Олкария V находится в стадии строительства, а Олкария VI запланирована на 2021 год..

## История
Электростанция Олкария I была введена в эксплуатацию в 1981 году. Тогда на станции находилась лишь одна турбина марки Мицубиси. В 1982 и 1985 годах на электростанции были введены в эксплуатацию ещё две турбины, идентичные первой, суммарная генерирующая мощность которых составила 45 МВт. По состоянию на январь 2015 года на электростанции введены в эксплуатацию энергоблоки № 4 и № 5, общей мощностью 140 мегаватт. Таким образом, общая мощность Олкарии I достигает 185 мегаватт. This brings the total installed capacity of Olkaria I to 185 Megawatts.
В марте 2016 года правительство Кении заняло 95 млн. долларов США у японского Агентства международного сотрудничества (JICA) для модернизации турбин 1, 2 и 3 на Олкарии I. Работы включают увеличение общей мощности трёх турбин с 45 МВт до 50,7 МВт. Работы по ремонту и улучшению продлятся до 2021 года. Это позволит увеличить мощности на этой станции от 185 мегаватт до 190.7 мегаватт.

## Принадлежность
Электростанция Олкария I принадлежит компании KenGen.